# Harm Lagaay
Harm Lagaay, nato Harm Lagaaij, (L'Aia, 28 dicembre 1946) è un ingegnere e progettista olandese, noto per aver lavorato in Porsche negli anni 70 e 90.

## Biografia
Formatosi nei Paesi Bassi, completò gli studi presso l'IVA ed andò a lavorare per la società olandese Olyslager a Soest.
Alla fine degli anni '60 andò a lavorare per la Simca per poi passare nel 1970 alla Porsche, dove rimase 7 anni e lavorò nel team di progettazione della Porsche 911 e a fine anni 70 disegnò la Porsche 924. Dal 1977 Lagaay lavorò come capo del design per Ford a Colonia, trasferendosi poi nel 1985 alla BMW.
In Baviera si occupò del design e della progettazione della BMW Z1, vettura che aveva le portiere scorrevoli che quando erano aperte si riponevano sotto il telaio dell'auto.
Nel 1989 tornò in Porsche come chief designer. Qui disegnò e progettò la Porsche 968, la Porsche 993 insieme a Tony Hatter, la Boxster, la Cayenne, la Porsche 996 e la Carrera GT. Abbandonò la  Porsche nel luglio 2004 venendo sostituito da Michael Mauer.

## Modelli disegnati

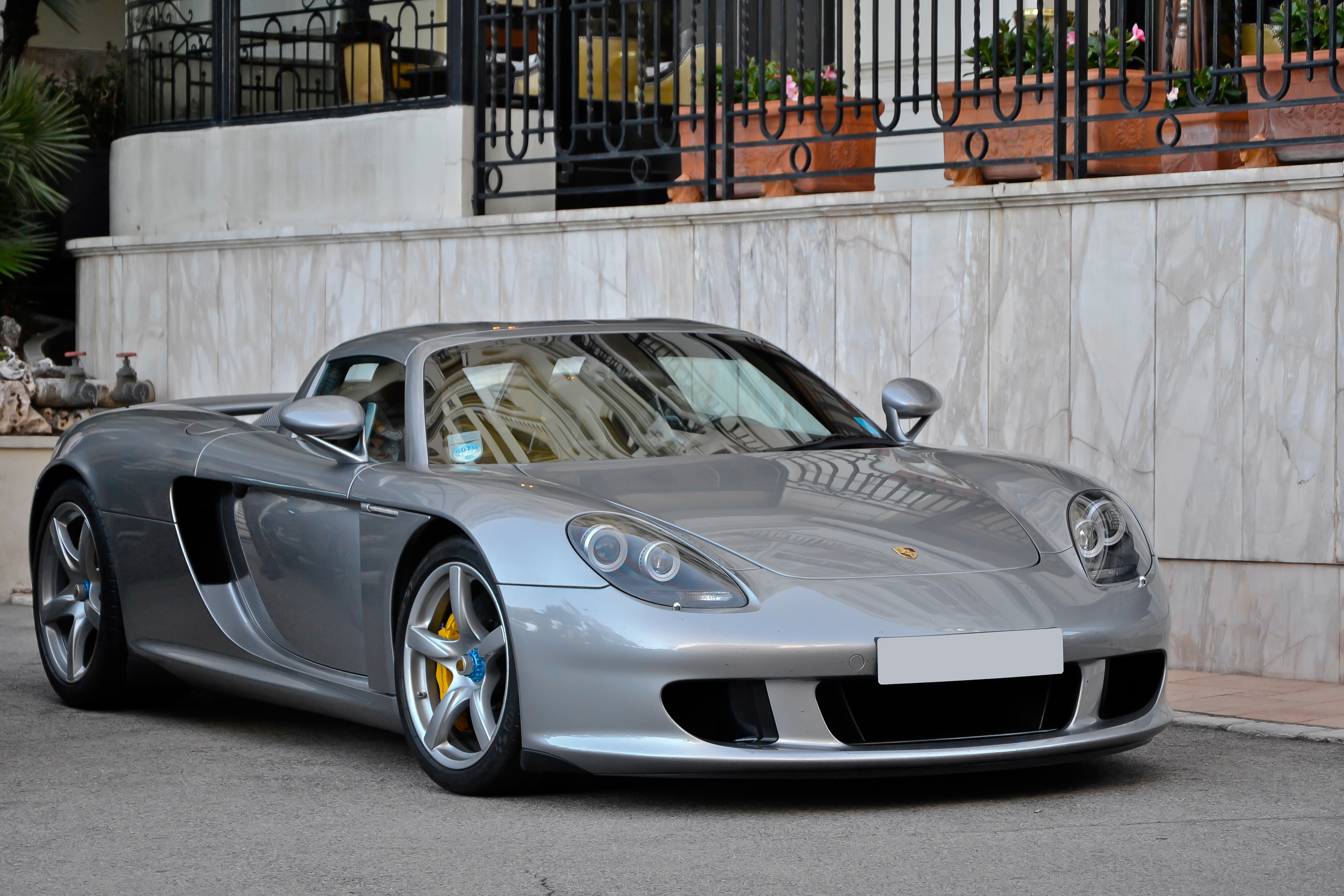
Porsche Carrera GT, ultima creazione di Lagaay

- Porsche 924[9]
- Porsche 928
- Porsche 944
- BMW Z1
- Porsche Panamericana
- Porsche 989
- Porsche 968
- Porsche 993[10]
- Porsche Boxster
- Porsche Cayenne
- Porsche 996
- Porsche Carrera GT